# Robert Burks
Pour les articles homonymes, voir Burks.
Robert Burks est un directeur de la photographie américain né le 4 juillet 1909 à Chino (Californie) et mort le 13 mai 1968 à Newport Beach (Californie), avec sa femme, Elisabeth, dans l'incendie de leur maison. Il débuta à la Warner comme spécialiste des effets spéciaux. Il a surtout œuvré avec Alfred Hitchcock.

## Filmographie
- 1944 : Jammin' the Blues de Gjon Mili
- 1944 : Make Your Own Bed de Peter Godfrey
- 1945 : Star in the Night (court-métrage) de Don Siegel
- 1945 : Escape in the Desert de Edward A. Blatt
- 1946 : The Verdict de Don Siegel - non crédité
- 1948 : Ombres sur Paris (To The Victor) de Delmer Daves
- 1949 : L'Extravagant M. Philips (A Kiss in the dark) de Delmer Daves
- 1949 : La Garce (Beyond the Forest) de King Vidor
- 1949 : Le Rebelle (The Fountainhead) de King Vidor
- 1949 : Horizons en flammes (Task Force) de Delmer Daves
- 1950 : La Ménagerie de verre (The Glass Menagerie) de Irving Rapper
- 1951 : La Femme à abattre (The Enforcer) de Raoul Walsh et Bretaigne Windust
- 1951 : Close to My Heart de William Keighley
- 1951 : L'Inconnu du Nord-Express (Strangers on a train) de Alfred Hitchcock
- 1951 : Les Amants du crime (Tomorrow is another day) de Felix E. Feist
- 1951 : Feu sur le gang (Come Fill the Cup) de Gordon Douglas
- 1952 : Cette sacrée famille (Room for One More) de Norman Taurog
- 1952 : Mara Maru de Gordon Douglas
- 1953 : La Loi du silence (I Confess) de Alfred Hitchcock
- 1953 : L'Homme au masque de cire (House of Wax) de André de Toth
- 1953 : Le Nouveau Chant du désert (The Desert Song) de H. Bruce Humberstone
- 1953 : So This Is Love de Gordon Douglas
- 1953 : Hondo, l'homme du désert (Hondo) de John Farrow
- 1954 : L'Homme des plaines (The Boy from Oklahoma) de Michael Curtiz
- 1954 : Le crime était presque parfait (Dial M for Murder) d'Alfred Hitchcock
- 1954 : Fenêtre sur cour (Rear window) de Alfred Hitchcock
- 1955 : Mais qui a tué Harry ? (The Trouble with Harry) de Alfred Hitchcock
- 1955 : La Main au collet de Alfred Hitchcock
- 1956 : L'Homme qui en savait trop (The Man who knew too much) de Alfred Hitchcock
- 1956 : Le Roi des vagabonds (The Vagabond King) de Michael Curtiz
- 1957 : Le Faux Coupable (The Wrong man) de Alfred Hitchcock
- 1957 : L'Odyssée de Charles Lindbergh (The Spirit of St Louis) de Billy Wilder
- 1958 : Sueurs froides (Vertigo) de Alfred Hitchcock
- 1958 : L'Orchidée noire (The Blach Orchid) de Martin Ritt
- 1959 : La Mort aux trousses (North by Northwest) de Alfred Hitchcock
- 1959 : La Vie à belles dents (But Not For Me) de Walter Lang
- 1960 : Les Pièges de Broadway (The Rat Race) de Robert Mulligan
- 1961 : Le Roi des imposteurs (The Great Impostor) de Robert Mulligan
- 1961 : Mon séducteur de père (The Pleasure of His Company) de George Seaton
- 1962 : The Music Man de Morton DaCosta
- 1962 : Les Oiseaux (The Birds) de Alfred Hitchcock
- 1964 : Pas de printemps pour Marnie (Marnie) de Alfred Hitchcock
- 1964 : Les Tueurs de San Francisco (Once a Thief) de Ralph Nelson
- 1965 : Un coin de ciel bleu (A patch of blue) de Guy Green
- 1967 : A Covenant with Death de Lamont Johnson
- 1967 : L'Or des pistoleros (Waterhole #3) de William A. Graham

## Récompenses et distinctions
- 1956 : Oscar de la meilleure photographie en couleurs pour La Main au collet.